# Ancy-sur-Moselle
Ancy-sur-Moselle è un comune francese di 1 461 abitanti situato nel dipartimento della Mosella nella regione del Grand Est.

## Società

### Evoluzione demografica
Abitanti censiti